# Mana (folyó)
A Mana (oroszul: Мана) folyó Oroszország ázsiai részén, a Krasznojarszki határterületen, a Jenyiszej jobb oldali mellékfolyója.
Neve kamassz nyelven azt jelenti: 'havas folyó'. Felső folyásán számos kisebb mellékfolyónak is kamassz eredetű neve van.

## Földrajz
Hossza: kb. 475 km, vízgyűjtő területe: 9320 km², évi közepes vízhozama (alsó folyásán): 93 m³/s.
A Keleti-Szaján északnyugati részén, 1400 m tengerszint feletti magasságban elterülő Mana-tóból folyik ki.
Más forrás szerint a Keleti-Szajánhoz tartozó Kanszki Belogorje (Kani Fehérhegy) északkeleti lejtőjén ered (Pravaja Mana) és a torkolattól 454 km-re egyesül másik forráságával (Levaja Mana), attól kezdve neve Mana. Felső folyásán egy km-en át a földfelszín alatt folyik.
Többnyire tajgával borított területen, jellemzően északnyugati irányba halad. Krasznojarszktól kb. 30 km-re délre ömlik a Jenyiszejbe.
November első felében befagy, április második felében szabadul fel a jég alól. Vízgyűjtőjének jelentős része karsztos vidék, és a folyó táplálásában a csapadékon kívül a föld alatti karsztvíznek is jelentős szerepe van. Ennek köszönhetően az éves vízlefolyás sokkal egyenletesebben oszlik el, mint általában a Jenyiszej mellékfolyóin. 
1986-ig a folyót a régi módon használták faúsztatásra (a fatörzseket szabadon, nem összekötve úsztatták, amit a szennyezés miatt abbahagytak). 
Felső folyásán az 1930-as és 1940-es években, valamint 2000–2003 között aranyat bányásztak.
A folyó völgyében halad az Abakan–Tajset közötti vasútvonal egy szakasza.